# Podgrebeni mišić
Podgrebeni mišić (lat. musculus infraspinatus) je mišić ramena, trokutastog oblika. Mišić inervira lat. nervus suprascapularis.

## Hvatište i polazište
Mišić polazi sa stražnje strane lopatice (udubina, lat. fossa infraspinata), a hvata se za nadlaktičnu kost (velik tuberkul, lat. tuberculum majus).